# Sinogomphus suensoni
Sinogomphus suensoni – gatunek ważki z rodziny gadziogłówkowatych (Gomphidae). Występuje w Chinach; stwierdzony w prowincjach Shanxi i Shaanxi.